# Jardim de foguetes

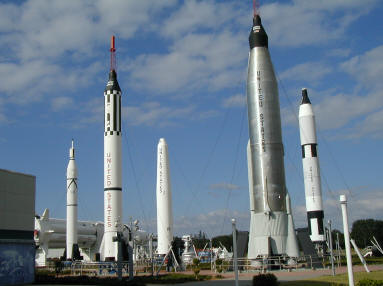
O Jardim de foguetes da área de visitantes de Kennedy Space Center em 2004.

Um Jardim de foguetes é uma área de exibição de mísseis, foguetes de sondagem, 
veículos lançadores (reais ou modelos), geralmente ao ar livre.
O termo foi inicialmente utilizado para se referir ao complexo de visitantes do Kennedy Space Center.